# San Nicolás, Aguascalientes
San Nicolás är en ort i Mexiko.   Den ligger i kommunen Calvillo och delstaten Aguascalientes, i den centrala delen av landet, 500 km nordväst om huvudstaden Mexico City. San Nicolás ligger 1 650 meter över havet och antalet invånare är 131.
Terrängen runt San Nicolás är kuperad åt nordost, men åt sydväst är den platt. Runt San Nicolás är det ganska tätbefolkat, med 67 invånare per kvadratkilometer. Närmaste större samhälle är Calvillo, 2,1 km väster om San Nicolás. Trakten runt San Nicolás består till största delen av jordbruksmark.